# Lista över världsrekord i friidrott satta 2017
Det här är en lista över världsrekord i friidrott satta 2017.

## Utomhus
| Idrottare           | Land     | Gren                          | Rekord  | Tävling                                    | Plats          | Datum            | Gällde till       |
| ------------------- | -------- | ----------------------------- | ------- | ------------------------------------------ | -------------- | ---------------- | ----------------- |
| Inês Henriques      | Portugal | 50 km gång kvinnor            | 4:08.26 | Portugisiska mästerskapet på 50 km         | Porto de Mós   | 15 januari 2017  | 13 augusti 2017   |
| Genzebe Dibaba      | Etiopien | 2 000 m kvinnor               | 5.23,75 | Míting Internacional de Catalunya          | Sabadell       | 7 februari 2017  | 14 september 2021 |
| Peres Jepchirchir   | Kenya    | 20 km kvinnor                 | 1:01.40 | Ras Al Khaimah International Half Marathon | Ras Al-Khaimah | 10 februari 2017 | 1 april 2017      |
| Peres Jepchirchir   | Kenya    | Halvmaraton kvinnor           | 1:05.06 | Ras Al Khaimah International Half Marathon | Ras Al-Khaimah | 10 februari 2017 | 1 april 2017      |
| Joyciline Jepkosgei | Kenya    | 10 km kvinnor                 | 30.04   | Pražský půlmaraton                         | Prag           | 1 april 2017     | 9 september 2017  |
| Joyciline Jepkosgei | Kenya    | 15 km kvinnor                 | 45.37   | Pražský půlmaraton                         | Prag           | 1 april 2017     | 1 november 2017   |
| Joyciline Jepkosgei | Kenya    | 20 km kvinnor                 | 1:01.25 | Pražský půlmaraton                         | Prag           | 1 april 2017     | 1 november 2017   |
| Joyciline Jepkosgei | Kenya    | Halvmaraton kvinnor           | 1:04.52 | Pražský půlmaraton                         | Prag           | 1 april 2017     | 22 oktober 2017   |
| Mary Keitany        | Kenya    | 30 km kvinnor (omixat lopp)   | 1:36.05 | London Marathon                            | London         | 23 april 2017    | 1 november 2017   |
| Mary Keitany        | Kenya    | Maraton kvinnor (omixat lopp) | 2:17.01 | London Marathon                            | London         | 23 april 2017    | gäller 2022       |
| Inês Henriques      | Portugal | 50 km gång kvinnor            | 4:05.56 | Världsmästerskapen                         | London         | 13 augusti 2017  | 5 maj 2018        |
| Joyciline Jepkosgei | Kenya    | 10 km kvinnor                 | 29.43   | Grand Prix Praha                           | Prag           | 9 september 2017 | 3 oktober 2021    |
| Joyciline Jepkosgei | Kenya    | Halvmaraton kvinnor           | 1:04.51 | Medio Maratón Valencia                     | Valencia       | 22 oktober 2017  | 21 februari 2020  |

## U20-rekord
| Idrottare                                                          | Land     | Gren                  | Rekord  | Tävling                           | Plats      | Datum        | Gällde till     |
| ------------------------------------------------------------------ | -------- | --------------------- | ------- | --------------------------------- | ---------- | ------------ | --------------- |
| Armand Duplantis                                                   | Sverige  | Stavhopp pojkar       | 5,90m   | Clyde Littlefield Texas Relays    | Austin     | 1 april 2017 | 31 mars 2018    |
| Celliphine Chespol                                                 | Kenya    | 3 000m hinder flickor | 9.05,70 | Doha Diamond League               | Doha       | 5 maj 2017   | 26 maj 2017     |
| Celliphine Chespol                                                 | Kenya    | 3 000m hinder flickor | 8.58,78 | Prefontaine Classic               | Eugene     | 26 maj 2017  | gäller 2022     |
| Sydney McLaughlin                                                  | USA      | 400 m häck flickor    | 53,82   | Amerikanska mästerskapen          | Sacramento | 25 juni 2017 | 27 april 2018   |
| USA: Zachary Shinnick, Josephus Lyles, Brian Herron, Sean Hooper   | USA      | 4 x 400 m pojkar      | 3.00,33 | Panamerikanska juniormästerskapen | Trujillo   | 23 juli 2017 | gäller 2022     |
| Tyskland: Katrin Fehm, Keshia Kwadwo, Sophia Junk, Jennifer Montag | Tyskland | 4 x 100 m flickor     | 43,27   | Junior-EM                         | Grosseto   | 23 juli 2017 | 22 augusti 2021 |
| Niklas Kaul                                                        | Tyskland | Tiokamp pojkar        | 8 435   | Junior-EM                         | Grosseto   | 23 juli 2017 | gäller 2022     |

## U20-inomhusrekord
| Idrottare        | Land      | Gren              | Rekord | Tävling                                  | Plats       | Datum            | Gällde till      |
| ---------------- | --------- | ----------------- | ------ | ---------------------------------------- | ----------- | ---------------- | ---------------- |
| Alina Shukh      | Ukraina   | Femkamp flickor   | 4 542  |                                          | Tallinn     | 4 februari 2017  | gäller 2022      |
| Armand Duplantis | Sverige   | Stavhopp pojkar   | 5,72   | LSU High School Last Chance Invitational | Baton Rouge | 4 februari 2017  | 11 februari 2017 |
| Armand Duplantis | Sverige   | Stavhopp pojkar   | 5,75   | Millrose Games                           | New York    | 11 februari 2017 | 11 februari 2018 |
| Klaudia Siciarz  | Polen     | 60 m häck flickor | 8,00   | Polska inomhusmästerskapen               | Toruń       | 18 februari 2017 | 28 februari 2020 |
| Melvin Raffin    | Frankrike | Tresteg pojkar    | 17,20  | Inomhus-EM                               | Belgrad     | 3 mars 2017      | gäller 2022      |
| Trey Cunningham  | USA       | 60 m häck pojkar  | 7,40   | New Balance Nationals                    | New York    | 12 mars 2017     | 22 februari 2022 |